# Super Battletank
Super Battletank är ett stridsvagnssimulatorspel som utspelar sig under Operation Ökenstorm. Spelaren kontrollerar en M1 Abrams-stridsvagn som representerar FN-styrkorna.

### Fotnoter
1. ↑  ”Super Battletank” (på svenska). Nintendomagasinet (Kungsbacka: Atlantic) (3 1993):  sid. 16 (Power Player). mars 1993. Läst 19 april 2014.